# Chroogomphus leptocystis
Chroogomphus leptocystis är en svampart som först beskrevs av Rolf Singer, och fick sitt nu gällande namn av O.K. Mill. 1964. Chroogomphus leptocystis ingår i släktet Chroogomphus och familjen Gomphidiaceae.   Inga underarter finns listade i Catalogue of Life.